# Molí de l'Horta
El yacimiento arqueológico Moli de l´horta se halla ubicado en  Torrelles de Foix en la comarca del Alto Panadés a 100 metros del molino que le da su nombre, en un terreno yermo y fue descubierto durante la realización de unos trabajos agrícolas que causaron la salida a la superficie de industria lítica que permitió caracterizar este yacimiento como un centro de producción y explotación de sílex del  paleolítico superior. 